# Victorino Pereda Ortega
Victorino Pereda Ortega [àlies Ino] (Tormes, Briviesca, 1912 - Roturas de Cabañas, província de Càceres, 12 de novembre de 1945) fou un lluitador antifranquista espanyol. Va servir a la República entre 1936-1939 combatent en el front de Madrid com a Comissari delegat de Companyia de l'Exèrcit de Terra Espanyol. Després de la Guerra Civil Espanyola es guanyava la vida amb un lloc de venda de roba al Rastro de Madrid. En la postguerra es va unir a la guerrilla extremenya a les muntanyes de Càceres.

## Postguerra
Després de la Guerra va viure juntament amb la seva dona i el primer dels seus fills en un xalet llogat pel PCE a la zona d'Arturo Soria-Ciutat Lineal. Aquest xalet servia com a lloc de trobada per als guerrillers, amagatall i “hospital” improvisat. Encarnación, la dona d'"Ino", va guarir als guerrillers, i més en concret a un d'ells amb problemes en els ulls. Fins i tot el va portar al metge fent-se passar per la seva germana. Aquest home, més tard, fou un delator.

## La Guerrilla
Es va allistar en les files de la guerrilla antifranquista i va servir en ella com a enllaç i delegat polític del PCE amb el Comandant "Carlos" en l'Exèrcit Nacional Guerriller (Agrupació Guerrillera d'Extremadura-Centre) operatiu a Càceres. “Ino” com el coneixien en la Sierra, feia nombrosos viatges de Madrid a Càceres i viceversa per prestar serveis de comunicació i logística; també passava temporades a la muntanya de Càceres en la 13 divisió comandada per Joaquín Ventas Cintas “Chaqueta Larga”.
El 12 de novembre de 1945, Ino va morir en combat. Un delator o infiltrat, José Ballesteros González “El Carretero”, va avisar a la Guàrdia Civil i van sorprendre en una emboscada Ino i Alejandro Barroso Escudero “El Mexicano”, quan van arribar en una nit fosca, plujosa i coberta la zona amb una espessa boirina, a la majada de la “Artijuela” a proveir-se de queviures. Aquesta majada es troba en plena muntanya, prop del poble de Rotura de Cabañas.
En els informes de la Guàrdia Civil es parla d'intent de segrest, però la gent del poble i “Mexicano”, supervivent de l'emboscada, parlen de recollida d'aliments. És poc creïble que en plena tempesta un grup de guerrillers s'aventuri en un segrest de dues persones d'edat avançada en plena muntanya.

## L'Emboscada
Existeixen diverses versions dels fets, però la versió de “Mexicano” apunta que es van apropar cinc guerrillers a la finca, tres es van quedar en els voltants i “Ino” i el propi “Mexicano” es van apropar a la casa; “Mexicano” va entrar en ella mentre que “Ino” es va disposar a vigilar. La casa estava a les fosques i “Mexicano” va parlar amb el matrimoni; els va preguntar per què estaven totes les llums apagades i li van respondre que s'anaven a ficar al llit. Llavors va encendre un fòsfor, va veure a un guàrdia civil a l'habitació i van començar els trets. “Ino”, apostat en la porta va disparar contra el guàrdia civil que anava obrir foc sobre “Mexicano”; tots dos es van disparar a frec de roba. “Mexicano” va aconseguir saltar sobre “Ino”, ja caigut, i malgrat les ràfegues va aconseguir escapar. El guàrdia civil, Román García Sánchez, greument ferit, moriria aquesta mateixa nit a Deleitosa.
A “Ino” el van baixar de la muntanya al poble entre dues bèsties i dos feixos de llenya. Va ser portat a les escoles de Roturas, on la mestressa del capellà va demanar calar-li foc, però el capità de la Guàrdia Civil es va negar a fer-ho i el capellà va decidir donar-li sepultura perquè potser era creient. Va ser enterrat el 14 de novembre mitjançant un “enterrament de pobre” com apareix citat en el “Llibre de morts” parroquial just a l'entrada del cementiri vell de Roturas, per ordre del capellà, perquè tothom pogués “trepitjar la tomba del roig” eternament.